# 劉文正
劉文正（1952年11月12日—），台灣男歌手、演員、主持人、製作人，是1970、80年代華語流行樂壇的代表性男歌手，他的歌曲流行於台灣、中國大陸、東南亞、香港等地，具有廣大的影響力。他被譽為華語歌壇「偶像始祖」，他的演唱影響到中國大陸第一代男歌星的演唱，多位歌手以翻唱劉文正的歌曲成名，在中國大陸形成「男學劉文正」的風潮。另外，他亦被看作對華語歌壇校園民歌時期的發揚光大起著重要的作用。1980年、1982年、1983年，他蟬聯了三屆金鐘獎男歌星演員獎，還多次榮獲國際唱片金唱片獎、遠東首席歌星獎、新馬十大歌星雙冠軍、新加坡媒體聯合舉辦的亞洲十大歌星榜首。

## 生平
劉文正1952年在台灣出生，家境富裕，父親開工廠兼營貿易生意，有一個哥哥，兩個姊姊。劉文正的二姨丈是美國國務院外交官李文。
劉文正從小酷愛歌唱，九歲時參加生平第一個歌唱比賽。高中一年級時與同好組成「正午合唱團」，隔年參加台灣電視公司舉辦的歌唱比賽，獲得第五名，並開始接觸演藝工作。1972年，二十歲入伍服兵役，藝工隊服役期間結識劉家昌，經推介於1975年簽約歌林唱片並發行第一張專輯《諾言》（1975），同名主打歌由劉家昌操刀，一炮而紅。與此同時，劉文正參與第一部電影《門裡門外》（1975）演出，由白景瑞執導，恬妞、張艾嘉、夏玲玲等聯合主演，儘管電影票房慘澹，由他演唱的插曲卻大受歡迎，不久於台視主持專輯式節目《錦繡年華》及《巨星之夜》，奠定地位。
1977年，劉文正由台視轉入華視，推出為他量身訂作的歌唱節目《劉文正時間》，不僅收視率屢創佳績，劉文正的歌曲更透過電視節目傳至大街小巷。隔年他結束與歌林唱片的合約關係，歌林期間共發行12張專輯，唱紅許多膾炙人口的經典歌曲，未幾轉入東尼機構。1981年，他發行專輯《三月裡的小雨》，其中歌曲<飛鷹>是華語歌壇第一支MV。該專輯空前大賣，將其歌唱事業推升至高峰。
劉文正在1975年至1982年間共演出了22部愛情文藝片。1982年，他和寶麗金唱片簽約，發行的首張專輯為《一段情》。1984年他結束了和寶麗金的合約后淡出歌壇，至美國生活。1986年底回到台灣，轉至幕後，成立並經營飛鷹唱片，陸續培養出方文琳、裘海正、伊能靜、霍正奇、巫啟賢等藝人。其中方文琳、裘海正、伊能靜一同出道，被稱為「飛鷹三姝」。
1991年，劉文正結束與飛鷹唱片的合約，正式移居美國，至此全面隱退。

### 個人生活
- 劉文正的初戀：劉文正在《劉文正的世界》寫到：“到16歲時，我戀愛了。她姓雷，當時就讀美國學校，有著一頭長髮，圓圓的臉，不算頂漂亮，卻深深吸引著我。後來因環境的變遷，我們黯然分了手。”[14]  2014年《中國時報》報道：“ 雷洛美（現任EQ情緒管理師與婚姻親子專家）：我和劉文正都是單純的交往啦！但很真心！。[15]
- 1977年劉文正交往空中小姐：《你我他電視週刊》報道：“她是個空中小姐。劉媽媽擔心小兒子在複雜的影劇圈里‘被騙’，所以由家裡做主，把這個‘門當戶對、‘家教良好‘的空中小姐介紹給文正”。[16]
- 1978年劉文正去美國遊玩了一陣子回台聽到謠言，在《中國時報》辟謠：《劉文正不玩同性戀遊戲》：“劉文正表示：怎麼會有人造這種謠言。一提到這件事，我雞皮疙瘩都起來了。我好煩，真想退出這個圈子，娶個老婆，結婚生子隱居去了。”[17]
- 1979年劉文正交往周小姐：《你我他電視週刊》中劉文正寫道：“打從她（周小姐）還在台灣讀高中的時候，我們就很熟了。她現在在美國波士頓大學、專攻教育。很多人問我急不急，我其實是不很急的，她也還在念書，總得等她畢業才行啊。這兩年，我仍舊會把全部精力放在歌唱事業上。當然，我背後一直有一股很強、很熱烈、很誠摯的力量在支持著我。”[18]
- 1986年劉文正回台灣上電視節目辟謠，《明星》雜誌報道劉文正回應感情生活：“劉文正說不是不知道大家關心他的終身大事，他也不是不想結婚，只不過戀愛談了N次，最終都沒有結果，怎麼辦？”[19]
- 2012年媒體報道：有大陸媒體兩年前傳劉文正、費翔是戀人且同居，夏玉順稱他把媒體採訪費翔的影片通過手機播放給劉文正“聽”，劉文正說：“為什麼這樣子？怎麼會這樣？”隨即嘆了口氣。費翔在戛納受訪時並非主動提及劉文正，不過夏玉順仍怒斥：“不厚道嘛！沒有來往，沒有聯絡！”[20]
- 2006年，陈丹青在接受《mangazine·名牌》雜誌访问时，稱刘文正是同志[21]。介紹陈丹青認識劉文正的紐約艺术家周龙章在其後出版的回憶錄《燈火紐約說人物》（又名：《戲夢紐約》）中稱，由于陈丹青的采访，“导致文正对我不谅解”。周还称劉文正曾在紐約曼哈頓十二街置产与费翔同居，「从某个角度来说，刘文正可以说是被整个台湾逼走的。臺灣这么小，文正又这么红，所有的眼睛都盯着他，社会规定你什么时候交朋友，什么时候结婚生子。如果他生活在现在的臺灣，情况应该会好很多。」[22]
- 對此傳聞，新加坡資深媒體人、夢田音樂負責人歐偉毅道：“坊間許多傳說當然很不中聽，無非好事之徒要他現身說法，20年前他選擇了默默的轉身，20年後他又何須多做解釋。許多人做不到的淡泊 真的存在他心中，要很開心的和你們說，坐在我面前的他（劉文正），是我從未見過最快樂的他，大家可以放心了...”[23]
- 2016年，家住洛杉磯的台灣記者陳玲玲透露：“據我所知，這些年劉文正很低調。他在娛樂圈時有個跟他在一起很久、年紀稍長幾歲的女友，沒有公開過，他們至今仍在一起。”[24]
- 刘文正前经纪人夏玉順稱劉文正早在隱退前，就已在美國投資購買至少22套房产[25]。劉文正隱退後行蹤神秘。楊耀東透露兩人在拉斯維加斯是鄰居，並稱劉文正常現身拉斯維加斯和洛杉磯。[26][27]2023年2月，刘文正二姨李庚濟在否認夏玉順称劉文正去世時，透露刘文正「人在菲律賓」。同月，台灣名嘴麥若愚在電視節目上稱，從與劉相熟的馬來西亞友人處得知，劉文正居住地很多，「但是有個地方他很常去住，是菲律賓的一個私人島。」[28][29]

### 身故傳聞
劉文正隱退後，身故傳聞不斷。2023年2月15日，劉文正前經紀人夏玉順稱劉文正因心肌梗塞於美國拉斯維加斯去世，引發媒體大幅報導。劉文正的一位新加坡友人（被認為是新加坡飛鷹唱片合夥人欧伟毅，但欧本人表示不知情）第一時間否認死訊，遭夏玉順痛罵「小混混」，隨後劉文正其他親友亦出面否認死訊， 劉文正的亲二姨李庚濟說，“劉文正15日回撥電話給她說，已經很多年沒有跟他的經紀人聯繫”。  。翌日，夏玉順改口称劉文正未過世、「但永遠不會見人」，故意放出假消息是為拒絕「中國50場商演拿20億（台幣）」的復出邀約，「希望大家忘了他」。
另外，因為夏玉順1月29日在華航機上鬧事，被警察帶走，一些人士懷疑他試圖以劉文正死訊轉移焦點。

## 音樂作品

### 歌林唱片
| 發行日期   | 專輯名稱       | 曲目 |
| ---------- | -------------- | --- |
| 1975年5月  | 諾言           | 曲目 1. 諾言 2. 邂逅 3. 再相見 4. 雨戀 5. 信任 6. 尋 7. 如果 8. 綠色大地 9. 珊珊 10. 詩意                                                                            |
| 1975年8月  | 門裡門外       | 曲目 1. 門裡門外 2. 背影 3. 我給你關懷 4. 最高峰 5. TODAY 6. 我給你關懷(蕭孋珠) 7. 門裡門外(蕭孋珠) 8. 夜有千眼 9. 就這樣約定 10. 霧林                               |
| 1975年11月 | 永遠           | 曲目 1. 若是你在我身邊 2. 永遠 3. 重逢 4. 雨聲 5. LOVE STORY 6. 幸福屬於你 7. 緣 8. 友誼 9. 白浪滔滔白雲飄 10. 飄香夢 11. 原野上                                     |
| 1976年3月  | 綠樹花開情也來 | 曲目 1. 你 ! 為了什麼? 2. 綠樹花開情也來 3. 夕陽下 4. 我的心聲 5. 不要告別 6. FEELINGS 7. 雲深情也深 8. 純潔的愛 9. 曙光 10. 心語 11. 晚霞滿魚船                     |
| 1976年6月  | 她像個孩子     | 曲目 1. 她像個孩子 2. 睡蓮 3. 金色大地 4. 奈何 5. 愛情不再 6. 喜氣洋洋 7. 為妳唱的那首歌 8. 情深意長 9. 失落的影子 10. 我倆多珍惜 11. 展開了笑顏                     |
| 1976年10月 | 寄語           | 曲目 1. 我心在跳躍 2. 多情 3. 告訴妳春的消息 4. 詩人和他的歌 5. 愛的距離 6. 相思片片 7. 寄語 8. 我怎麼能忘記 9. 故鄉的愛 10. 情在天涯 11. 你儂我儂 12. 心兩顆愛一個  |
| 1977年3月  | 小雨打在我身上 | 曲目 1. 小雨打在我身上 2. 森林的戀曲 3. 就是為了妳 4. 愛的花園 5. 小路 6. 愛的人生有個妳 7. 今朝最美好 8. 再見 9. 見不到 10. 今夜 11. 星語                           |
| 1977年8月  | 可愛的女孩     | 曲目 1. 可愛的女孩 2. 青青山脈 3. 神話 4. 小小心願 5. 惜別 6. 永恆的愛 7. 永遠牢記妳 8. 媽媽 9. 方磚路上 10. 妳多可愛                                                |
| 1978年1月  | 閃亮的日子     | 曲目 1. 飛翔 2. 閃亮的日子 3. 浮萍 4. 水上人家 5. 歌 6. The end of the world 7. 一個我喜歡的女孩 8. 嘿!嘿! 9. 愛的小船 10. 可愛的明天 11. 蝴蝶谷 12. 跳吧!今宵       |
| 1978年8月  | 沉思           | 曲目 1. 沉思 2. 為青春歡唱 3. 心願 4. 懷念 5. 再見!朋友 6. 我的初戀 7. 濃霧 8. 明天 9. 小波浪 10. 昨夜夢中相訴                                                       |
| 1979年3月  | 曠野中的人     | 曲目 1. 曠野中的人 2. 仲夏綺夢 3. 海誓 4. 問流水 5. 山茶之歌 6. 誰都不能欺侮它 7. 別以為我在說笑 8. 梧桐葉落的時候 9. 她像朵彩霞 10. 自由鐘聲 11. 春風隨著你的歌聲來 |
| 1979年10月 | 情奔           | 曲目 1. 風兒輕輕吹 2. 情奔 3. 小小百合 4. 往日情 5. 情人石 6. 愛的風兒吹過來 7. 旅程 8. 你從何處來 9. 青春年華 10. 九月風起時 11. 流水年華                           |

### 東尼機構
| 發行日期   | 專輯名稱                           | 曲目 |
| ---------- | ---------------------------------- | --- |
| 1978年11月 | 讓我告訴你                         | 曲目 1. 讓我告訴你 2. 那個女孩 3. 霧 4. 海邊戀歌 5. 找一個下雨天 6. 愛的心兒多明亮 7. 只要為你活一天 8. 疑雲層層 9. 只有我和你 10. 時光 11. 昨夜 12. 白雲長在天 |
| 1979年2月  | 風                                 | 曲目 1. 風 2. 浪花 3. 你說的 4. 我找到自己 5. 晨光 6. 野薑花的回憶 7. 落葉寄相思 8. 熱帶魚 9. 飛鷹 10. 那一天 11. 深情 12. 白木屋 |
| 1979年4月  | 你。小姐                           | 曲目 1. 你 2. 夜走在小鎮上 3. 流水年華 4. 喝彩 5. 愛不要說抱歉 6. 神奇 7. 小姐 8. 我們最要好 9. 舊時情 10. 莫道別離 11. 我家在哪裏 12. 愛的播種 |
| 1979年8月  | 蘭花草                             | 曲目 1. 讓我們看雲去 2. 蘭花草 3. 黃色的玫瑰 4. 小雨中的回憶 5. 心戀 6. 尋夢園 7. 雨中即景 8. 我的心裡沒有他 9. 愛是你愛是我 10. 鑽石 11. 夜歸人 12. 大江東去 |
| 1980年3月  | 阿美！阿美！                       | 曲目 1. 阿美!阿美 2. 電動玩具 3. 愛情 4. 紛紛飄墜的音符 5. 思念總在分手後 6. 祈禱 7. 外婆的澎湖灣 8. 不要告別 9. 如果 10. 踏著夕陽歸去 11. 鄉間的小路 12. 風兒輕輕吹 |
| 1980年5月  | 俏姑娘                             | 曲目 1. 俏姑娘 2. 恰似你的溫柔 3. 歸人!沙城 4. 森林之歌 5. 人生的車站 6. 多少柔情多少淚 7. 忘了我是誰 8. 夏天再見 9. 也許 10. 她像個孩子 11. 相思河畔 12. 歸 |
| 1980年8月  | 劉文正金曲                         | 曲目 1. 風 2. 愛情 3. 浪花 4. 讓我告訴你 5. 只要為你活一天 6. 阿美阿美 7. 我找到自己 8. 小姐 9. 讓我們看雲去 10. 雨中即景 11. 喝采 12. 外婆的湖湖灣 13. 蘭花草 14. 我的心裡沒有她 15. 那個女孩 16. 你 |
| 1980年10月 | 秋蟬                               | 曲目 1. 秋蟬 2. 綠色的初戀 3. 小草 4. 歡聚 5. 雨中的故事 6. 西北雁 7. 小姑娘 8. 春天的故事 9. 考生的話 10. 陽光和小雨 11. 不要說是我負你 12. 一條日光大道 |
| 1981年1月  | 三月裡的小雨                       | 曲目 1. 三月裡的小雨 2. 飛鷹 3. 憶 4. 愛情 5. 春‧夏‧秋‧冬 6. 散場 7. 跟夏天說再見 8. 無語 9. 正當你年輕 10. 小秘密 11. 如果你在心中 12. 不再孤寂 |
| 1981年2月  | 恭喜恭喜（半張合輯；另一面是恬妞） | 曲目 1. 說白1 - 劉文正 2. 恭喜恭喜 - 劉文正 3. 說白2 - 劉文正 4. 賀新年 - 劉文正 5. 說白3 - 劉文正 6. 大地回春 - 劉文正 7. 說白4 - 劉文正 8. 春風吻上我的臉 - 劉文正 9. 說白5 - 劉文正 10. 喜氣洋洋 - 劉文正 11. 說白6 - 劉文正 12. 春來了 - 劉文正 13. 美好的新年 - 劉文正 14. 恭喜恭喜 - 劉文正/呂秀齡 15. 石油紅包 - 劉文正 16. 財神到 - 劉文正 17. 說白7 - 恬妞 18. 新年好 - 恬妞 19. 說白8 - 恬妞 20. 我們要歡唱 - 恬妞 21. 說白9 - 恬妞 22. 一張賀年片 - 恬妞 23. 說白10 - 恬妞 24. 萬事如意 - 恬妞 25. 說白11 - 恬妞 26. 迎新年 - 恬妞 27. 說白12 - 恬妞 28. 歡樂年年 - 恬妞 |
| 1981年7月  | 雲且留住                           | 曲目 1. 雲且留住 2. 飛翔、飛翔、我飛翔 3. 何年何月再相逢 4. 誰在眨眼睛 5. 讓我為妳唱一支歌 6. 在這相聚的時刻 7. 關懷 8. 那一句話 9. 總有一天 10. 舞在今宵 11. 迷情 12. 童年 |
| 1981年10月 | 西洋譯曲精粹                       | 曲目 1. 戴安娜 2. 葡萄美酒 3. 愛的園地 4. 告訴羅娜我愛她 5. 往日的時光 6. 別和我說再見 7. 愛的組曲 ( 連串曲 ) 8. 忘不了的妳 9. 雨中行 10. 請你不要哭 11. 送妳一朵勿忘我 |
| 1981年11月 | 卻上心頭                           | 曲目 1. 却上心頭 2. 愛的星座 3. 遇 4. 李白與迴響 5. 願你長相伴 6. 揮揮衣袖 7. 遲到 8. 告訴我 9. 昨夜 10. 初夏的風 11. 人生長跑 12. 相聚的時刻 |
| 1982年5月  | 浮雲遊子                           | 曲目 1. 浮雲遊子 2. 野薑花的回憶 3. 海邊戀歌 4. 愛你一萬年 5. 霧 6. 夜走在小鎮上 7. 憶童年 8. 愛的心兒多明亮 9. 小姑娘 10. 愛的播種 11. 別和我說再見 12. 時光 |

### 寶麗金唱片
| 發行日期  | 專輯名稱                 | 曲目 |
| --------- | ------------------------ | --- |
| 1982年    | 劉文正成名曲專輯         | 曲目 1. 為青春歡唱~熱帶魚~風 2. 閃亮的日子 3. 三月裡的小雨 4. 最高峰 5. 小雨打在我身上 6. 諾言 7. 蘭花草～鄉間的小路～外婆的澎湖灣 8. 若是你在我身邊 9. 睡蓮 10. 陌生的女孩 11. 尋 12. 浮萍 |
| 1982年7月 | 一段情                   | 曲目 1. 請留住你的腳步 2. 期待 3. 我的女主角 4. 月光下的你 5. 天蠶變 6. 一段情 7. 忘了我的錯 8. 愛不要給太多 9. 改過 10. 忘了吧 11. 不要說再見 12. 再愛我一次                               |
| 1983年    | 太陽一樣                 | 曲目 1. Openning 2. 太陽一樣 3. 熱線、你和我 4. 愛像什麼 5. 約會 6. 愛的綠洲 7. 痕跡 8. 星之永恆 9. 飛行船 10. 誰留下的眼淚 11. 想念 12. 耶利亞女郎 13. 台北細雨 14. Ending                 |
| 1983年    | 都市冒險家(台版：單身漢) | 曲目 1. 都市冒險家 2. 單身漢 3. 流浪漢 4. 白色的謊言 5. 透明的妳 6. 生活複製品 7. 憂鬱的小丑 8. 何須誓言 9. 愛人配角 10. 傷心的笑話 11. 鏡中的人                                            |
| 1983年    | 愛之旅                   | 曲目 1. 愛之旅 2. 破碎的照片 3. 天天天藍 4. 迴轉的愛 5. 是雨‧是淚 6. 紗窗裡的畫 7. 熱情的吻 8. 錯誤的別離 9. 愛的那麼多 10. 夜色 11. 夢中的女孩 12. 想你的時候                              |
| 1984年    | 男孩氣的女孩             | 曲目 1. 男孩氣的女孩 2. 另一種天空 3. 紫色的眼淚 4. 夜班火車 5. 面具 6. 大公雞 7. Love Is Over 8. 雨季 9. 離開你走近你 10. 背影                                                             |

## 演出作品

### 電影
| 年代   | 片名               | 角色   |
| 1975年 | 門裡門外           | 黎平   |
| 1975年 | 大喜事             | 黎平   |
| 1976年 | 溫暖在秋天         | 劉大同 |
| 1976年 | 愛情、文憑、牛仔褲 | 古祥雲 |
| 1976年 | 夏日假期玫瑰花     | 徐成達 |
| 1976   | 星期六約會         | 何必言 |
| 1977年 | 台北77             |        |
| 1977年 | 女生追男生         |        |
| 1977年 | 青色山脈           | 劉培明 |
| 1977年 | 願者上鉤           | 石願哲 |
| 1977年 | 跳躍式的愛情       |        |
| 1977年 | 噴射式的愛情       |        |
| 1977年 | 超級戀愛           | 畢大康 |
| 1977年 | 提防小妞           |        |
| 1978年 | 處處聞啼鳥         | 劉祖培 |
| 1978年 | 閃亮的日子         | 方志偉 |
| 1978年 | 你不要走           | 王世成 |
| 1978年 | 太空式的愛情       | 天麟   |
| 1978年 | 初戀風暴           | 張偉仁 |
| 1981年 | 雲且留住           | 袁志揚 |
| 1982年 | 燃燒吧！火鳥       | 凌康   |
| 1982年 | 冬天里的一把火     |        |
| 1982年 | 卻上心頭           | 蕭人奇 |

## 獎項記錄
| 年份   | 頒獎典禮                                    | 獎項                             | 結果 |
| 1979年 | 第一屆台灣金嗓獎                            | 十大最受歡迎歌星                 | 獲獎 |
| 1980年 | 第二屆台灣金嗓獎                            | 十大最受歡迎歌星                 | 獲獎 |
| 1980年 | 第15屆台灣金鐘獎                            | 男歌唱演員獎                     | 獲獎 |
| 1981年 | 第三屆台灣金嗓獎                            | 十大最受歡迎歌星                 | 獲獎 |
| 1981年 |                                             | 新馬十大歌星雙冠軍               | 獲獎 |
| 1982年 | 第17屆台灣金鐘獎                            | 男歌星演員獎                     | 獲獎 |
| 1982年 | 第四屆台灣金嗓獎                            | 十大最受歡迎歌星                 | 獲獎 |
| 1982年 |                                             | 遠東首席歌星獎                   | 獲獎 |
| 1983年 | 第18屆台灣金鐘獎                            | 男歌星演員獎                     | 獲獎 |
| 1983年 | 第七屆金鼎獎                                | 太陽一樣-唱片製作獎              | 獲獎 |
| 1983年 | 第五屆台灣金嗓獎                            | 十大最受歡迎歌星                 | 獲獎 |
| 1983年 |                                             | 亞洲十大歌星榜首                 | 獲獎 |
| 1983年 | 新加坡第一屆十大明/歌星                     | 冠軍                             | 獲獎 |
| 1984年 | 新加坡第二屆十大歌星                        | 冠軍                             | 獲獎 |
| 2010年 | 華語金曲獎30年30人                          | 劉文正                           | 獲獎 |
| 2010年 | 華語金曲獎30年30碟                          | 三月里的小雨                     | 獲獎 |
| 2018年 | 新加坡電台96.3好FM 十大巨星發燒榜（男歌手） | 冠軍                             | 獲獎 |
| 2018年 | 新加坡電台96.3好FM 好歌發燒榜（民謠）       | 鄉間的小路（第二）、童年（第一） | 獲獎 |

## 外部連結
- 中文電影資料庫─劉文正 （页面存档备份，存于）
- 劉文正在互联网电影资料库（IMDb）上的資料（英文）
- 劉文正在香港影庫上的簡介
- 劉文正在豆瓣上的资料（简体中文）
- 劉文正在时光网上的簡介（简体中文）
- 華文影史庫 劉文正 簡介 （页面存档备份，存于）